# Tipula (Vestiplex) parvapiculata
Tipula (Vestiplex) parvapiculata is een tweevleugelige uit de familie langpootmuggen (Tipulidae). De soort komt voor in het Oriëntaals gebied.